# Étymologie des noms des États des États-Unis

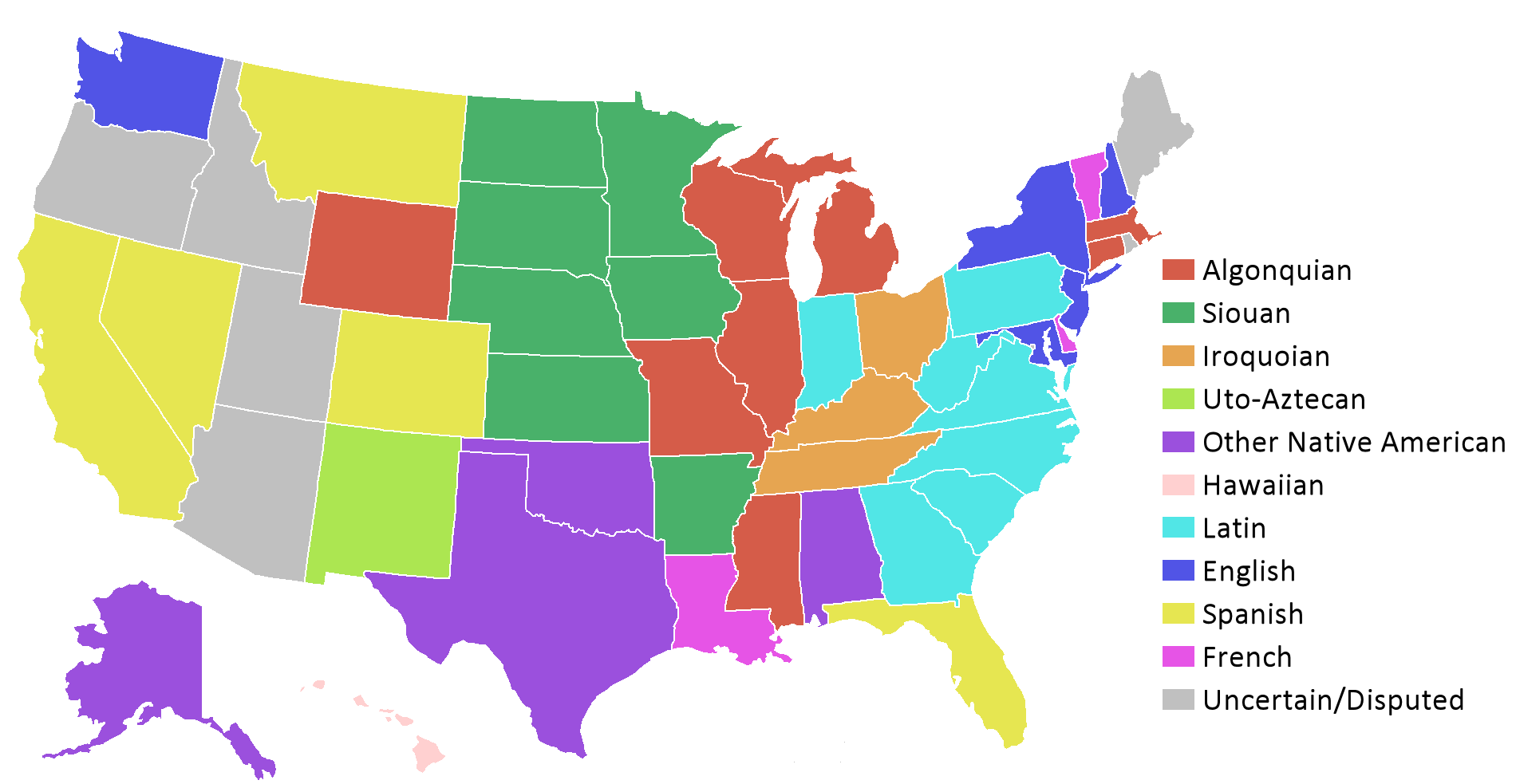
États par langue d'origine de leur nom

L'étymologie des noms des cinquante États des États-Unis implique une grande variété de langues :
- les noms de vingt-cinq États dérivent de langues amérindiennes[1] : huit de langues algonquiennes, sept de langues sioux (dont un via l'illinois, une langue algonquienne), trois de langues iroquoises, un de langues uto-aztèques et cinq d'autres langues amérindiennes ;
- un vient de l'hawaïen ;
- les autres noms dérivent des langues européennes : sept viennent du latin (principalement la forme latine de noms propres anglais), six viennent de l'anglais, cinq viennent de l'espagnol (plus un d'un langage autochtone via l'espagnol) et trois viennent du français (dont un via l'anglais).

Onze États sont nommés d'après une personne.
Il existe plusieurs étymologies possibles pour six États : Arizona, Hawaï, Idaho, Maine, Oregon et Rhode Island (dans la table ci-dessous, les différentes hypothèses sont citées).
| Nom de l'État        | Langue d'origine                       | Mot d'origine            | Sens et commentaires |
| -------------------- | -------------------------------------- | ------------------------ | --- |
| Alabama              | chacta                                 | albah amo                | "Nettoyeurs de bosquets", "débroussailleurs" ou "coupeurs de plantes", de albah, "plantes (médicinales)", et amo, "nettoyer, éclaircir". Le nom choctaw moderne pour la tribu est Albaamu. |
| Alaska               | aléoute                                | alaxsxaq                 | "Grande Terre" (littéralement "l'objet vers lequel l'action de la mer est dirigée"). |
| Arizona              | basque                                 | aritz ona                | "Le bon chêne",. |
| Arizona              | o'odham                                | ali ṣona-g               | "Possède une petite source". |
| Arkansas             | kanza ou quapaw, via le miami-illinois | akaansa                  | Emprunté au nom illinois pour la tribu kką:ze (voir Kansas, plus bas), que les Miamis et les Illinois utilisaient pour se référer aux Quapaws,. |
| Californie           | arabe via l'espagnol                   | Khalifa (خَلِيفَة), Calafia | Probablement nommée d'après la légendaire île de Californie du roman du XVIe siècle Las Sergas de Esplandián par Garci Rodríguez de Montalvo. |
| Caroline du Nord     | latin                                  |                          | D'après le Roi Charles Ier d'Angleterre. |
| Caroline du Sud      | latin                                  |                          | D'après le Roi Charles Ier d'Angleterre. |
| Colorado             | espagnol                               |                          | "Rouge" ou "rougeâtre", en référence au fleuve Colorado. |
| Connecticut          | algonquien oriental, mohegan           | quinnitukqut             | Des langues algonquiennes orientales du sud de la Nouvelle-Angleterre (peut-être mohican), signifiant "près de la grande rivière qui se jette dans la mer", d'après la Connecticut River,. Le nom reflète le proto-algonquin oriental *kwən-, "long"; *-əhtəkw, "rivière soumise à la marée"; et *-ənk, le suffixe marquant le lieu (c.f. Ojibwe ginootigweyaad, "être une longue rivière"). |
| Dakota du Nord       | dakota                                 | dakhóta                  | "Allié" ou "ami", d'après la tribu Dakota. |
| Dakota du Sud        | dakota                                 | dakhóta                  | "Allié" ou "ami". Voir Dakota du Nord ci-dessus. |
| Delaware             | français via l'anglais                 | de la Warr               | D'après la Delaware River, qui est nommée d'après Thomas West, 3e Baron De La Warr (à l'origine de la Guerre), qui y voyagea en 1610. |
| Floride              | espagnol                               | (pascua) florida         | "Fête de Pâques fleuries" en l'honneur de sa découverte par les Espagnols durant la période du dimanche des Rameaux, appelé pascua florida à l'époque en espagnol. |
| Géorgie              | latin                                  |                          | Forme latine féminine de "George", nommé d'après le Roi George II de Grande-Bretagne,. |
| Hawaï                | hawaïen                                | Hawaiʻi                  | De Hawaiki, la patrie légendaire des Polynésiens. |
| Hawaï                | hawaïen                                | Hawaiʻi                  | Nommé d'après Hawaiʻiloa, le découvreur légendaire de l'archipel d'Hawaï. |
| Idaho                | anglais                                |                          | Probablement un mot inventé. À l'origine, déclaré dérivé d'un mot d'une langue amérindienne qui signifie "Bijou de la montagne". |
| Idaho                | apache des Plaines                     | ídaahę́                   | Possiblement d'un mot d'apache des Plaines signifiant "ennemi" (ídaahę́), qui était utilisé pour se référer aux Comanches. |
| Illinois             | algonquien, miami-illinois             | ilenweewa                | D'après l'adaptation française d'un mot algonquien (peut-être de langue miami) signifiant apparemment "il/elle parle normalement" (cf. le miami ilenweewa, vieil ottawa <ilinoüek>, Proto-Algonquin * elen-, "ordinaire" et -we·, "parler"), en référence à l'illiniwek (illinois). |
| Indiana              | latin                                  |                          | "Terre des Indiens". |
| Iowa                 | dakota                                 | ayúxba/ayuxwe            | Via le français "Aiouez", et nommé d'après une tribu Iowa. Le nom ne semble pas avoir de plus lointaine étymologie connue,, bien que certains donnent le sens "des endormis". |
| Kansas               | kaw                                    | kkąːze                   | Nommé d'après la Kansas River,, dont le nom vient des Kaws ou tribu Kansas ; le nom semble être lié à l'idée de "vent". |
| Kentucky             | iroquois                               |                          | À l'origine, se réfère à la Kentucky River. Cependant selon certains sources l'étymologie est incertaine,, s'accordent sur le sens de "(sur) le champ" ou "(sur) la prairie", (cf. le seneca gëdá’geh (phonémique /kẽtaʔkeh/), "sur le champ/terrain"). |
| Louisiane            | français                               | Louisiane                | D'après le roi Louis XIV de France. |
| Maine                | anglais                                |                          | L'étymologie la plus probable est que le nom se réfère au mainland ("terre principale" ou "grande terre"), par opposition aux îles côtières. |
| Maine                | français                               |                          | D'après la province française du Maine. C'est cette origine qui a été officiellement reconnue par la Législature du Maine en 2001. |
| Maryland             | anglais                                |                          | D'après la Reine Henriette-Marie de France, femme du roi Charles Ier d'Angleterre. |
| Massachusetts        | algonquien                             |                          | Pluriel de "Massachusett" signifiant "Près de la grande petite montagne" ou "à la grande colline", identifiée habituellement comme la Great Blue Hill sur le bord des rivières Milton et Canton (cf. le nom en Narragansett (langue massachusetts) Massachusêuck; l'ojibwé misajiwens, "petite grande colline").                                                                             |
| Michigan             | ojibwé                                 | mishigami                | "Grande eau" ou "grand lac",. |
| Minnesota            | dakota                                 | mnisota                  | "Eau nuageuse", en référence à la Minnesota River,. |
| Mississippi          | ojibwé                                 | misi-ziibi               | "Grande rivière", d'après le Mississippi,. |
| Missouri             | illinois                               | mihsoori                 | "Pirogue". La tribu Missouri était réputée parmi les Illinois pour leurs pirogues et était donc appelée wimihsoorita, "celui qui a un bateau en bois [pirogue]". |
| Montana              | espagnol                               | montaña                  | "Montagne". |
| Nebraska             | iowa-oto                               | ñįbraske                 | "Eaux aplanies", d'après la Platte River, qui était alors connue sous le nom de Nebraska River. |
| Nevada               | espagnol                               |                          | "Couvert de neige", d'après la Sierra Nevada ("montagnes couvertes de neige"). |
| New Hampshire        | anglais                                |                          | D'après le comté d'Hampshire en Angleterre. |
| New Jersey           | anglais                                |                          | D'après l'île de Jersey dans la Manche. |
| New York             | anglais                                |                          | D'après York en Angleterre, pour honorer le Duc d'York d'alors (futur Jacques II d'Angleterre). |
| Nouveau-Mexique      | nahuatl via l'espagnol                 | Mēxihco via Nuevo México | Un calque de l'espagnol Nuevo México. Le nom Mexico vient du nahuatl Mēxihco (),, dont le sens est inconnu, bien que de nombreuses possibilités aient été proposées (le toponyme Mexico viendrait du Dieu Mextli ou signifierait "nombril de la Lune"). |
| Ohio                 | seneca                                 | ohi:yo’                  | "Grand torrent", à l'origine le nom de la rivière Ohio et de l'Allegheny River. Souvent incorrectement traduit par "magnifique rivière", dû à une mauvaise traduction du français. |
| Oklahoma             | choctaw                                | okla + homa              | Conçu comme une traduction approximative de "Territoire indien"; en choctaw, okla signifie "peuple", "tribu" ou "nation", et homa- signifie "rouge", donc : "Peuple rouge",. |
| Oregon               | Pidgin algonquin du Connecticut        | wauregan                 | "Magnifique",. Nommé pour la première fois par le Major Robert Rogers dans une pétition au Roi George III du Royaume-Uni. |
| Oregon               | français                               | Ouaricon-sint            | Une mauvaise transcription de Ouisconsin, le nom de la Wisconsin River. |
| Oregon               | jargon chinook                         | ulâkân                   | La prononciation en langue crie d'un mot du jargon chinook pour désigner l'eukalan, un poisson d'une grande importance pour les habitants Amérindiens de la côte nord-ouest et très riche en huile,. Le jargon chinook reprit probablement le nom de ce poisson du clatsop u-tlalxwə(n), "omble de fontaine".                                                                                |
| Pennsylvanie         | latin                                  |                          | "Bois de Penn", d'après l'amiral William Penn. |
| Rhode Island         | néerlandais                            | roodt eylandt            | "Île rouge", pour désigner l'actuelle île Aquidneck. |
| Rhode Island         | grec                                   | Ρόδος                    | Pour une ressemblance avec l'île de Rhodes en mer Égée. |
| Tennessee            | cherokee                               | tanasi                   | Tanasi était le nom d'un village Cherokee; le sens de ce nom est inconnu. |
| Texas                | caddo                                  | táyshaʔ                  | "Amis", utilisé par les Caddos pour faire référence à la plus grande nation Caddo (en opposition aux tribus ennemis). Le nom passa dans la langue espagnole sous le nom de texa, pluriels texas, et utilisé pour faire référence à la nation Caddo. |
| Utah                 | apache occidental                      | yúdah                    | "Haut" (et non, comme cela est souvent dit, "peuple des montagnes"). John Peabody Harrington suggéra que le nom provenait de l'autodésignation des Utes [nuʧi̥] (pluriel [nuːʧiu]),, mais cela a été rejeté. |
| Vermont              | français                               | vert + mont              | "Montagnes vertes". |
| Virginie             | latin                                  |                          | "Pays de la Vierge", d'après Élisabeth Ire d'Angleterre, connue comme la "Reine vierge" ("Virgin Queen") car elle ne s'est jamais mariée. |
| Virginie-Occidentale | latin                                  |                          | Les comtés du nord-ouest de la Virginie, dans les Appalaches, se séparèrent de la Virginie pendant la guerre de Sécession; voir Virginie plus haut. |
| Washington           | anglais                                |                          | D'après George Washington. |
| Wisconsin            | miami                                  | Wishkonsing              | À l'origine écrit Mescousing par les Français et plus tard corrompu en Ouisconsin. Probablement dérivé d'un mot de la langue miami Meskonsing signifiant "c'est rouge", (cf. l'ojibwé miskosin, "c'est rouge"). Cela peut aussi venir d'un terme de langue anishinaabé pour miskwasiniing, "lieu de la pierre rouge".                                                                        |
| Wyoming              | lenape                                 | xwé:wamənk               | "Là où la grande rivière devient plate"; le nom fut transplanté à l'ouest de la vallée du Wyoming en Pennsylvanie d'où il provient. |